# Bruno Nahon
Pour les articles homonymes, voir Nahon (homonymie).
Bruno Nahon est un producteur français de cinéma et de télévision né le 17 novembre 1974. Membre du collectif de producteurs Zadig productions,, il crée en 2013 sa propre société de production : Unité de production.
Il est entre autres le producteur de Louise Wimmer, premier long métrage multi-récompensé de Cyril Mennegun couronné du prix Louis-Delluc du premier film en décembre 2012, ainsi que du César du meilleur premier film lors de la 38e cérémonie des César, et de la série télévisée Ainsi soient-ils, diffusée sur Arte. 

## Filmographie
Producteur sauf mention contraire

### Cinéma
- 2010 : Des ombres dans la maison de Justine Triet (producteur associé)
- 2012 : The Music of Our Future de David Nadjari et Christopher Silva
- 2012 : Le Gardien de son frère de Basile Doganis (court métrage)
- 2012 : Les Invisibles de Sébastien Lifshitz
- 2012 : Louise Wimmer de  Cyril Mennegun
- 2014 : Hope[7] de  Boris Lojkine
- 2015 : La Vie en grand[8] de Mathieu Vadepied
- 2017 : Sparring de Samuel Jouy
- 2017 : La Consolation Cyril Mennegun[9].
- 2019 : Camille de Boris Lojkine
- 2020 : Felicità de Bruno Merle
- 2022 : Tirailleurs de Mathieu Vadepied

### Télévision
- 1994 : 3000 scénarios contre un virus, épisode La Teuf d'enfer (acteur)
- 2005 : Tahar l'étudiant de Cyril Mennegun (documentaire)
- 2006 : Cité dans le texte de Samuel Bollendorff et Jacky Durand (documentaire)
- 2006 : Tranquility Bay (Les enfants perdus de Tranquility Bay) de Mathieu Verboud et Jean-Robert Viallet (documentaire)
- 2006 : Une femme à abattre de Mathieu Verboud et Jean-Robert Viallet (documentaire)
- 2006 : Kill the Messenger de Mathieu Verboud et Jean-Robert Viallet
- 2007 : Le Journal de Dominique de Cyril Mennegun (documentaire)
- 2007 : Beau comme un manga de Gabrielle Culand
- 2007 : Aux limites du corps  (série documentaire), épisodes Les chemins de la profondeur et Naufragé des dunes
- 2008: Calder, sculpteur de l'air de François Lévy-Kuentz (documentaire)
- 2008 : Lucky choice de Sophie Le Guénédal (documentaire court)
- 2008 : La Cabale de Mathieu Verboud (documentaire)
- 2009 : 20 ans, le monde et nous de Cyril Mennegun (documentaire)
- 2009 : Dealing with Time de Xavier Marquis (documentaire)
- 2009 : Une histoire du cinéma israélien de Raphaël Nadjari (documentaire)
- 2009 : Twenty show: Le film de Godefroy Fouray et François Vautier
- 2009 : Teen spirit: Les ados à Hollywood de Clélia Cohen et Antoine Coursat
- 2010 : Les villes de l'extrême de David Rosanis (série documentaire)
- 2010 : Le Sans-nom  de Violaine Lecuyer (court-métrage)
- 2011 : Made in Hollywood d’Anne Feinsilber (documentaire)
- 2011 : La City, la finance en eaux troubles  de Mathieu Verboud (documentaire)
- 2012 : Ainsi soient-ils de Rodolphe Tissot, saison 1 (série télévisée)
- 2013 : Silences d'État de Frédéric Berthe (téléfilm)
- 2014 : Ainsi soient-ils de Rodolphe Tissot, saison 2 (série télévisée)
- 2014 : Capitalisme de Bruno Nahon et Ilan Ziv , (série télévisée), (documentaire)
- 2015 : Ainsi soient-ils de Rodolphe Tissot, saison 3 (série télévisée)
- 2019 : Mytho (série télévisée) de Fabrice Gobert (série télévisée)
- 2019 : Il était une seconde fois de Guillaume Nicloux (série télévisée)
- 2023 : Tapie de Tristan Séguéla et Olivier Demangel (série télévisée)
- 2024 : Rematch de Yan England (série télévisée)

## Nomination
- Nomination pour Bruno Nahon et Cyril Mennegun, catégorie duo révélation réalisateur/producteur aux trophées du magazine Le Film français en janvier 2013[10].